# Kabinett Paulssen I
Das Kabinett Paulssen I bildete die Staatsregierung des Landes Thüringen vom 10. November 1920 bis 6. Oktober 1921. Es war eine von der USPD tolerierte Minderheitsregierung.

## Mitglieder
| Amt                                          | Name                                  | Bild | Partei | Partei    |
| -------------------------------------------- | ------------------------------------- | ---- | ------ | --------- |
| Leitender Staatsminister                     | Arnold Paulssen                       |      |        | DDP       |
| Stellvertreter des Leitenden Staatsministers | August Frölich                        |      |        | SPD       |
| Inneres                                      | Karl Eduard Freiherr von Brandenstein |      |        | parteilos |
| Justiz                                       | Arnold Paulssen                       |      |        | DDP       |
| Finanzen                                     | Ottomar Benz                          |      |        | parteilos |
| Wirtschaft                                   | August Frölich                        |      |        | SPD       |
| Volksbildung                                 | Arnold Paulssen                       |      |        | DDP       |
| Staatsrat (für Gotha)                        | Hermann Anders Krüger                 |      |        | DDP       |
| Staatsrat (für Sondershausen)                | Harald Bielfeld                       |      |        | DDP       |
| Staatsrat (für Rudolstadt)                   | Emil Hartmann                         |      |        | SPD       |

## Einzelnachweis
1. ↑  Hans Herz: Regierende Fürsten und Landesregierungen in Thüringen 1485–1952 (PDF; 47 kB) (Memento vom 2. Oktober 2019 im Internet Archive) Landeszentrale für politische Bildung Thüringen, S. 20.